# Dècada del 1030

## Esdeveniments
- 1031 - Enderrocat l'últim califa de Còrdova
- 1032 - Consagració de Santa Maria de Ripoll
- 1035 Creació del Regne d'Aragó
- Auge del principat de Kíev

## Personatges destacats
- Ramir I d'Aragó
- Avicena